# Nhà thờ Thánh Nicholas ở Stará Ľubovňa
Nhà thờ Thánh Nicholas ở Stará Ľubovňa (tiếng Slovakia: Kostol svätého Mikuláša v Stará Ľubovňa) là một nhà thờ Công giáo La Mã tọa lạc trên một ngọn đồi nằm gần sông Poprad, thuộc địa phận thị trấn Stará Ľubovňa, vùng Prešov, Slovakia. Ngày 30 tháng 10 năm 1963, nhà thờ này được ghi danh vào Danh sách Di tích Trung ương theo quyết định của Bộ Văn hóa Cộng hòa Slovakia.

## Lịch sử
Nhà thờ Thánh Nicholas ở Stará Ľubovňa được xây dựng vào năm 1280. Hiện tại, nhà thờ là một tòa nhà ba gian với điện thờ quay mặt về hướng đông. Nội thất nhà thờ được trang trí theo phong cách kiến trúc Baroque.
Tuy nhiên, ban đầu, nhà thờ chỉ là một tòa nhà có một gian với một tòa thánh hình chữ nhật và một tòa tháp chuông quay mặt về hướng tây. Nhà thờ được mở rộng trong thời kỳ Phục hưng. Vào đầu thế kỷ 17, nhà nguyện Thánh Anne và nhà nguyện tôn kính Đức Trinh Nữ Maria Mân Côi được xây bổ sung vào nhà thờ. Trong vài thập niên tiếp theo, ngôi thánh đường được sửa đổi thành hình dáng hiện tại.
Việc trùng tu nhà thờ diễn ra vào năm 1905. Bên trong nhà thờ được trang trí bằng các bức tranh của một họa sĩ người gốc Rožňava tên là Júluis Adam.